# Tibério (filho de Maurício)
Tibério (em latim: Tiberius; falecido em 27 de novembro de 602) foi o segundo filho do imperador bizantino Maurício (r. 582–602) e sua esposa Constantina. Seu pai pretendia que herdasse a Itália e as ilhas ocidentais, centradas em Roma; no entanto, isso não se concretizou quando seu pai foi derrubado pelo novo imperador Focas (r. 602–610), que mandou executar ele e seu pai, junto com seus irmãos mais novos, no porto de Eutrópio, Calcedônia.

## Vida

### Primeiros anos e família

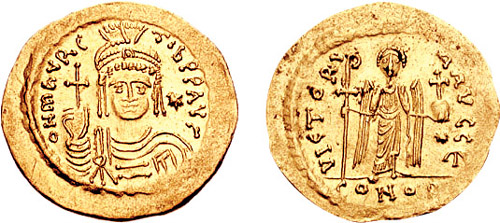
Soldo de Maurício r.

Tibério era o segundo filho do imperador Maurício e Constantina. Foi nomeado em honra do imperador Tibério II (r. 574–582), seu avô materno. Tinha um irmão mais velho, Teodósio, quatro irmãos mais novos (Pedro, Paulo, Justino e Justiniano) e três irmãs (Anastácia, Teoctiste e Cleópatra). Maurício não foi apenas o primeiro imperador bizantino desde Teodósio I (r. 378–395) a ter um filho, mas a capacidade dele e de Constantina de produzir vários filhos foi objeto de piadas populares. Maurício serviu como mestre dos soldados do Oriente, o comandante das forças bizantinas no Oriente, garantindo vitórias decisivas sobre o Império Sassânida. O imperador bizantino reinante, Tibério II, enfraquecido pela doença, nomeou Maurício um de seus dois herdeiros, ao lado de Germano, planejando dividir o império em dois, dando a Maurício a metade oriental. No entanto, Germano declinou e, portanto, em 13 de agosto de 582, Maurício casou-se com Constantina e foi declarado imperador. Tibério II morreu no dia seguinte, e Maurício tornou-se o único imperador.

### Anos finais

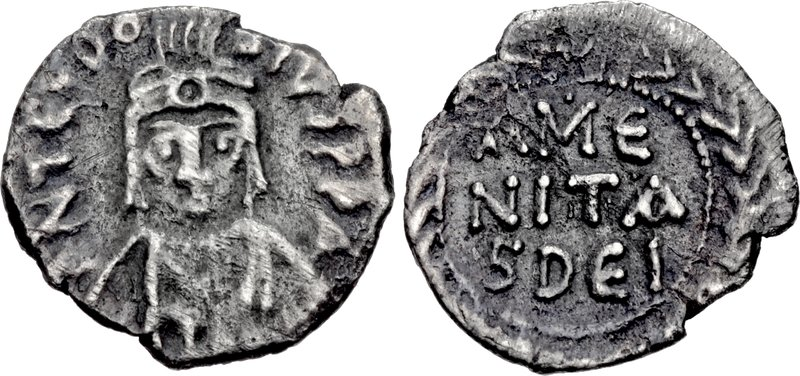
Síliqua de Teodósio, irmão de Tibério

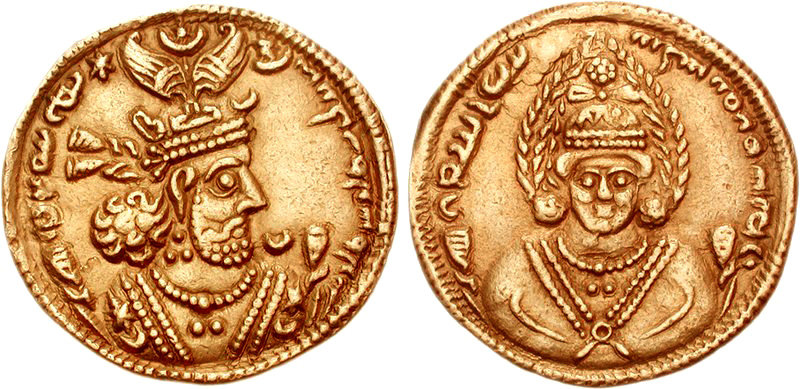
Dinar de r.

De acordo com o testamento de seu pai, escrito em 597 quando sofria de uma doença grave, Maurício pretendia que Tibério governasse a Itália e as ilhas ocidentais, centradas em Roma, em vez de Ravena, com Teodósio governando no Oriente, centrado em Constantinopla. Teofilato Simocata, uma fonte contemporânea, afirma que o restante do império seria dividido pelos filhos mais novos de Maurício, e o bizantininista J. B. Bury sugere que um governaria o norte da África e o outro a Ilíria, incluindo a Grécia, com Domiciano de Melitene como guardião deles. O historiador Johannes Wienand sugere que, neste arranjo, Teodósio serviria como augusto sênior, Tibério como augusto júnior e os irmãos mais novos como césares.
Em 602, Maurício ordenou que o exército bizantino passasse o inverno além do Danúbio, fazendo com que as tropas exaustas pela guerra contra os eslavos se levantassem e declarassem Focas seu líder. As tropas exigiram que Maurício abdicasse em favor de Teodósio ou o general Germano. Em 22 de novembro, enfrentando distúrbios em Constantinopla liderados pela facção verde do hipódromo, Maurício e sua família embarcaram num navio de guerra com destino à Nicomédia. Teodósio pode ter estado naquela época no Império Sassânida, numa missão diplomática, ou, de acordo com algumas fontes, foi posteriormente enviado por Maurício para solicitar ajuda do xainxá Cosroes II (r. 590–628).
Focas foi coroado imperador no dia seguinte, 23, depois de chegar à capital. Após sobreviver a uma tempestade, Tibério e sua família desembarcaram em São Autônomo, perto de Preneto, a 72 quilômetros de Constantinopla, mas foram forçados a ficar lá devido à artrite de Maurício, que o deixou acamado. Foram capturados por Lílio, um oficial de Focas, e levados ao porto de Eutrópio em Calcedônia, onde, em 27 de novembro, Tibério e seus três irmãos mais novos foram mortos, seguidos pelo próprio Maurício. Seus restos mortais foram recolhidos por Górdia, tia de Tibério, e enterrados no Mosteiro de São Mamas, que ela havia supostamente fundado. Teodósio foi posteriormente capturado e executado quando retornou, enquanto Constantina e suas filhas foram levadas sob a proteção de Ciríaco II (595–606), o patriarca de Constantinopla.